# Toribio Fernández Otero
Toribio Fernández Otero (Palacios del Sil, León; 1951) es un químico español referente mundial en investigación sobre polímeros conductores y sus aplicaciones electroquímicas en músculos artificiales, ventanas inteligentes, membranas adaptables o interfases nerviosas; siendo el primer químico español en ser invitado, 2007, a la célebre conferencia Solvay.

## Biografía
Licenciado en Ciencias Químicas por la Universidad de Oviedo en 1974; estudios de doctorado en el Instituto Rocasolano (CSIC) de Madrid; Doctor en Ciencias por la Universidad Complutense de Madrid en 1978; profesor de las siguientes Universidades: Universidad Complutense de Madrid, Universidad Politécnica de Madrid, Universidad del País Vasco UPV/EHU y Universidad Politécnica de Cartagena UPCT; obtiene la cátedra de Química Física y Macromoléculas de la UPV/EHU en 1989 y la cátedra de Química Física de la UPCT en el 2002; especializado en Electroquímica, Corrosión y Polímeros (plásticos) conductores de la electricidad. Ha colaborado con el Jet Propulsion Laboratory, la Universidad de Connecticut, RIKEN entre otros centros de investigación. Ha sido promotor y primer presidente de CIDETEC, fundación privada para la transferencia de tecnologías electroquímicas sutuada en el Parque Tecnológico de San Sebastián. En Cartagena ha montado el Centro de Electroquímica y Materiales Inteligentes. Fue presidente del grupo de Electroquímica de la Real Sociedad Española de Química.

## Investigaciones científicas
Sus investigaciones se centran en la síntesis, propiedades y aplicaciones electroquímicas de polímeros conductores y le llevan a desarrollar y patentar en 1992 los primeros músculos artificiales, los primeros músculos sensores del ambiente y los primeros músculos con sensibilidad táctil; desarrollando el modelo de Estimulación Electroquímica de la Relajaciones Conformacionales (EERC), donde se trata de integrar: Electroquímica, Ciencia de los polímeros y Mecánica, introduciendo y definiendo el nuevo concepto de no-estequiometría gigante. El objetivo último es replicar tanto las funciones biológicas, como su descripción mediante ecuaciones físico-químicas

### Biomimetismo
En la oxidación o reducción electroquímica de los polímeros conductores intervienen corrientes eléctricas, reacciones químicas, agua, sales y máquinas moleculares, polímeros. La secuencia replica, en la forma más sencilla, los procesos que ocurren en la matriz intracelular de las células funcionales durante las funciones biológicas. Con las reacciones cambian las propiedades electroquímicas de los polímeros conductores (cambio: de volumen, de color, en la carga almacenada, en la porosidad, en la concentración de iones almacenados). Estas propiedades son biomiméticas: mimetizan funciones y órganos biológicos (músculos, pieles miméticas, órganos eléctricos-anguila eléctrica-, membranas, glándulas, interfases nerviosas).

### Materiales inteligentes
El paradigma de materiales inteligentes son los biológicos y son, como los musculares, simultáneamente: actuadores (motores), sensores y se autorreparan. Los materiales artificiales son tanto más inteligentes cuanto más solapan esa triple funcionalidad. Los músculos artificiales electroquímicos sienten el ambiente (temperatura, concentración salina, peso transportado, velocidad de movimiento y posición). Los dos cables de conexión contienen, simultáneamente, la señal actuadora (corriente) y la sensora (potencial): son "sistemas inteligentes" actuadores-sensores en los que gran parte de la "inteligencia" se ha transferido del programa de software al material. Un nuevo principio sensor surge de los estudios experimentales: la evolución de la energía consumida por la reacción que controla a cualquiera de los dispositivos actuadores responde (siente) instantáneamente la variación de todas, y cada una, de las condiciones energéticas de reacción (térmicas, químicas, mecánicas o eléctricas).

## Premios y Nombramientos
Ha recibido diversos reconocimientos por su labor como: 
- 2004 - Premio de Investigación Brucker Española de Química-Física de la Real Sociedad Española de Química (RSEQ);[3]
- 2005 - Premio CIDETEC del Grupo de Electroquímica de la RSEQ, a la trayectoria Científica an Electroquímica.
- 2007 - Investigador invitado a la Conferencias Solvay en su 21.ª edición.
- 2008 - Científico Invitado Senior de los Institutos RIKEN (Japón).
- 2004 - Científico Adjunto de la Universidad de los Andes (Colombia).
- 2008 - Profesor Invitado de la Universidad de Cergy-Pontoise (Francia).

## Principales publicaciones
- Biomimetics, Artificial Muscles and Nano-Bio: Scientist Meet Doctors Journal of Physics Conference Series.
- Electrochemomechanical Devices: Artificial Muscles Based on Conducting Polymers Handbook of Conducting Polymers.
- Conducting Polymers (enlace roto disponible en Internet Archive; véase el historial, la primera versión y la última). Capítulo de Libro.
- Polymer Sensors and Actuators Capítulo de Libro.
- World Congress on Biomimetics, Artificial Muscles and Nano-Bio Smithsonian/NASA.

- Datos: Q6149151